# Murat Aslan
Murat Aslan   est un joueur turc de volley-ball né le 13 décembre 1986. Il mesure 1,92 m et joue attaquant.

## Clubs
| Club          | Pays    | De        | À         |
| ------------- | ------- | --------- | --------- |
| Fenerbahçe SK | Turquie | 2006-2007 | 2008-2009 |

## Palmarès
- Championnat de Turquie (1)
  - Vainqueur : 2008

- Coupe de Turquie (1)
  - Vainqueur : 2008